# La Mare de Déu del canonge Van der Paele
La Mare de Déu del canonge Van der Paele (en neerlandès Madonna met kanunnik Joris van der Paele) és una pintura religiosa realitzada a l'oli sobre taula per Jan van Eyck el 1436. Actualment està exposada al museu Groeninge a Bruges (Bèlgica). És una de les quatre obres de Jan van Eyck conservades en una col·lecció belga i la segona més gran de les obres de Jan van Eyck que es conserven, després de Políptic de Gent.
Aquesta taula té una posició molt particular en la història de la pintura occidental, en tractar-se d'un dels més primerencs exemples del gènere denominat sacra conversazione (sagrada conversa): una pintura en la qual es representa la Verge amb el Nen junt amb dos o més sants, representats d'una manera realista com si estiguessin mantenint una conversa quotidiana; i al costat d'ells, de vegades, els donants de l'obra, dins de la mateixa escena, però en una posició subordinada, com a orants.
La pintura va ser encarregada per Joris van der Paele, que apareix representat com a comitent a la part dreta acompanyat de sant Jordi i del bisbe de Bruges, sant Donacià. El realisme de tota l'obra destaca especialment en la figura del comitent, que evidencia la seva avançada edat i precària salut. La posició entronitzada central de la Mare de Déu suposa un referent artístic que seria utilitzat posteriorment.

## Dades de context

### L'autor

Home del turbant vermell;
un possible autoretrat de Jan van Eyck

Jan van Eyck (1380-1441) és, amb el seu germà Hubert, l'iniciador de l'escola dels primitius flamencs. Tots dos van néixer en un lloc proper a Maaseik, a la regió de Limburg. Al començament van treballar plegats, però Hubert va morir el 1426, deixant inacabada aquesta obra. La va continuar Jan, que va viure en un gran benestar econòmic al servei de Felip III de Borgonya.
El seu estil es caracteritza pel hieratisme i la immobilitat, i les seves preocupacions més grans eren la versemblança, la perfecció, el tractament de la llum i la perspectiva. Al costat d'aquesta obra, les més representatives són el Matrimoni Arnolfini, La Mare de Déu del canceller Rolin i L'adoració de l'Anyell Místic.

### Relació de l'obra amb la seva època històrica
L'obra va ser pintada a Flandes durant el segle xv. En aquesta època apareix una societat avançada, amb una economia basada en productes tèxtils de luxe i el comerç, activitat afavorida per la seva excel·lent situació estratègica. Per allà passaven les grans rutes comercials terrestres que anaven des d'Itàlia i França cap a l'Atlàntic nord –a Anglaterra i països nòrdics– i les rutes marítimes que anaven del mar del Nord al Cantàbric. A la burgesia flamenca li agradava el luxe i l'art, d'acord amb el desenvolupament dels seus interessos econòmics i intel·lectuals. Aquestes obres anaven destinades al propi gaudi, és a dir, per tenir-les i lluir-les a casa, o bé a les seves capelles privades, en el que s'anomena la «pintura de devoció». Per aquest motiu es considera que la pintura és una tècnica ideal, manejable, barata i adequada per a reflectir els gustos burgesos.

### L'estil
L'obra està realitzada dins l'estil dels primitius flamencs. L'escola flamenca de pintura va ser una de les més importants del món, des dels seus inicis al segle XV fins al segle xviii. Per distingir aquest període primerenc del segle XV es fa servir la denominació d'«Escola dels primitius flamencs». Aquesta escola acostumava a pintar quadres de temàtica religiosa, que tractaven com a escenes costumistes, encara que també van desenvolupar el retrat i el paisatge. Utilitzaven la tècnica a l'oli i el seu estil es caracteritzava per la minuciositat, el detall en la reproducció d'objectes, el naturalisme i l'amor al paisatge. Entre els artistes més importants d'aquesta escola destaquen Jan van Eyck, autor d'aquesta obra, Roger van der Weyden i El Bosc. A Catalunya, cal citar un deixeble seu, Lluís Dalmau, que va realitzar la Mare de Déu dels Consellers amb un estil molt semblant al del mestre.
Vasari va atribuir a Jan van Eyck el descobriment de la tècnica de la pintura a l'oli, tot i que posteriorment ha quedat demostrat que no va ser així, ja que l'ús de l'oli com a vehicle dels pigments ja s'utilitzava en obres pictòriques del segle xiii. El que sí que és destacable és el fet que Van Eyck transformés aquesta tècnica en un procediment d'una gran perfecció, i emprant l'oli de llinosa amb altres dissolvents i vernissos que, aplicat en veladures, aconseguia l'assecament de les capes i facilitava les correccions.

## Història
L'obra va ser encarregada pel canonge Joris van der Paele i donada a l'església de Sant Donacià de Bruges, convertida en catedral el 1562 i destruïda el 1799. El 1794, amb la revolució francesa, l'obra va ser confiscada per la nova república i traslladada a París. La pintura va ser retornada a Bruges el 1816 junt amb el Tríptic Moreel de Memling i La justícia de Cambises de David. El 1933 va ser restaurat per Jef Vanderveken.

### El canonge Van der Paele
El canonge Joris van der Paele va néixer, probablement, a Bruges cap al 1370. El 1387 va rebre la seva primera prebenda del papa Urbà VI. Durant la lluita pel papat entre Avinyó i Roma, Bruges es va posar el 1394 del costat de la primera i Van der Paele va perdre els seus ingressos. Però poc temps després va aconseguir incorporar-se a la Cúria Pontifícia de Bonifaci IX. Des de 1396 va treballar com a scriptor a la cancelleria papal a Roma des d'on passaria posteriorment a exercir diversos càrrecs de responsabilitat dins l'Església.
No era sacerdot ni teòleg, sinó un canonge seglar. Aquest càrrec no suposava l'ordenació sacerdotal, tan sols requeria prestar jurament de lleialtat al papa i a l'Església Catòlica, així com atendre els serveis de l'església. El càrrec permetia residir en estances privades i gaudir d'ingressos provinents de diverses parròquies. Era un càrrec de naturalesa corporativa dins la institució que, a l'edat mitjana tardana, s'ocupava amb la seva pregària de la salvació de tots els fidels. En el seu cas, aquesta canongia com a scriptor papal li reportava ingressos de les parròquies de Càrnia, Estrasburg, Lieja, Maastricht, Tournai i Colònia, aquesta darrer bescanviada per Martí V a canvi d'una remuneració de Saint-Omer. L'habilitat política de Van der Paele havia fet que en un moment de fortes turbulències pel poder dins l'Església Catòlica, ell s'hagués adaptat estan al servei del papa de Roma, Bonifaci IX, dels papes pisans Alexandre V i Joan XXIII de Pisa, i del papa de consens Martí V. Tots ells li varen compensar amb prebendes.
El 1425 va ser traslladat a Bruges, on va ser canonge del capítol de Sint-Donaas (Sant Donacià). Es va retirar amb 55 anys després d'haver acumulat una considerable fortuna.
A més de la fortuna, continuava obtenint ingressos provinents de parròquies en les que ni tan sols havia estat. Va, a més, gestionar l'obtenció de remuneracions per alguns familiars com a canonges de Sant Donacià. El funcionament de les canongies durant el segle xv va generar unes càrregues per als fidels fortament criticades i que varen derivar en una reducció dels parroquians.
El setembre de 1434 va caure molt malalt i va ser excusat de les seves obligacions als serveis religiosos. El canonge va fer una capellania a l'altar de sant Pere i sant Pau de l'església de sant Donacià de Bruges i va encarregar l'obra a Jan van Eyck que la va acabar el 1436. Degut el seu delicat estat de salut, Van der Paele va pagar una missa anual a perpetuïtat per la salvació de la seva ànima i, amb la voluntat de guanyar prestigi dins del capítol, va fer una nova capellania amb misses setmanals: de rèquiem per les ànimes dels difunts els dilluns, una missa menor els dimecres i una dedicada a la Santa Creu els divendres. Un cop mort, el mossèn havia d'escampar aigua beneïda damunt la seva tomba i cantar un Miserere Mei o un De Profundis. L'aportació del canonge va ser de 72 lliures amb uns interessos de 3 més. També va donar 125 lliures per al manteniment de l'església. El 1440 va fer una altra donació de 100 lliures per a una missa anual pels morts, un esmorzar per a la cúria i una missa anual pel seu germà Judocus. També va donar a l'església unes relíquies de sant Cristòfol i de santa Úrsula de Colònia que es guardaven en un cilindre de cristall de roca muntats en un reliquiari de plata en forma de torre coronada per un crucifix i decorat amb l'escut del donant i una petita estàtua de Sant Jordi en un tabernacle.
Va morir el 1443 i va ser enterrat a sant Donacià, a l'esquerra de l'altar de la segona capella del transsepte al costat sud, on estava penjat el quadre de Van Eyck. La seva làpida estava esculpida amb una figura vestida de canonge i els símbols dels evangelistes als quatre extrems.

### Influències
El mateix Van Eyck utilitzaria una imatge similar de la Mare de Déu al Tríptic de Dresden (1437). L'entronització de la Mare de Déu dins un temple, ubicada al centre sota un dosser i amb una catifa oriental de dibuixos geomètrics són incorporats a la taula central del tríptic. A la Mare de Déu i Nen amb santa Bàrbara, Elizabeth i Jan Vos (1442) Van Eyck també situa a la Mare de Déu al centre i al comitent, canonge Jan Vos, presentat per dues santes.
Lluís Dalmau va inspirar-se clarament en aquesta obra de Van Eyck per a la realització de la seva Mare de Déu dels Consellers, tant en la composició com en el màxim realisme que dona als personatges, especialment als comitents. La definició pictòrica dels rostres del consellers recorda la fidelitat de les figures captades per Van Eyck amb gran versemblança òptica i individualització psicològica. Aquest específic estil que provenia del nord d'Europa durant el segle xv no era imitat per la resta de pintors hispànics, que seguien mantenint retrats representatius amb poca semblança dels personatge. Però no va ser només el criteri artístic del pintor, ja que figurava expressament recollit al contracte que s'havien de pintar «els Consellers effigiats segons proporcions e habituds de lurs cossors, ab les façs axi propies com ells vivent les han». Aquest fet denota una coneixença de l'obra flamenca contemporània dels comitents.
L'obra de Petrus Christus de 1457 la Mare de Déu i Nen entronitzats amb els sants Francesc i Jeroni, també té una composició similar, tot i que en aquesta obra no hi ha comitent.
- Van Eyck, Tríptic de Dresden
- Van Eyck, Mare de Déu i Nen amb santa Bàrbara, Elizabeth i Jan Vos
- Lluís Dalmau, La Mare de Déu dels Consellers
- Petrus Christus, Mare de Déu i Nen entronitzats amb els sants Francesc i Jeroni

## Descripció de l'obra
És un quadre religiós pintat a l'oli sobre taula de mida mitjana (122,1 cm d'alt per 157,8 cm d'ample). La taula va ser concebuda com la veiem, sense formar part d'un díptic o tríptic com altres obres de temàtica similar.
Es tracta d'un dels més primerencs exemples del gènere denominat sacra conversazione, una pintura en la qual es representa la Mare de Déu amb el Nen amb dos o més sants, representats d'una manera realista com si estiguessin mantenint una conversa quotidiana; i al costat d'ells, de vegades, els donants de l'obra, dins de la mateixa escena, però en una posició subordinada, com a orants.
El grup ocupa l'interior fosc d'una església romànica amb deambulatori il·luminat de manera implícita per una font de llum davant de la pintura (a l'esquerra) que apareix per activar el color, to i textura dels fils d'or brocats de sant Donacià i l'armadura brillant de sant Jordi on es reflecteixen i refracten diferents superfícies.
En aquest cas, el donant està pintat amb un extraordinari realisme, sense elegàncies ni idealitzacions, reflectint fidelment el seu mal estat de salut fins al punt que ha permès diagnosticar mèdicament les malalties de Van der Paele. Va vestit amb una alba i amb una almussa al braç i un missal a les mans. Està agenollat com participant en una missa. En una posició central on s'hauria d'ubicar l'altar, està la Mare de Déu entronitzada amb el Nen Jesús sobre els seus genolls.
Als extrems laterals de l'escena hi ha dos sants que presenten al donant: a l'esquerra sant Donacià, patró de la seva església, que porta els atributs de bisbe i, darrere del donant, es troba sant Jordi, el seu patró.

### Firma i data
Com moltes altres pintures de Jan van Eyck, aquesta també ha estat firmada i datada a la part inferior del marc. Tota l'expressió està en llatí i no tan sols conté la data i la signatura de l'artista, sinó que també relaciona el que la pintura representa, qui és el donant i el lloc on anava destinada: HOC OP[US] FECIT FIERI MAG[ISTE]R GEORGI[US] DE PALA HUI[US] ECCLESIAE CANONI[CUS] P[ER] JOHANNE[M] DE EYCK PICTORE[M] - ET FUNDAVIT HIC DUAS CAPELL[AN]IAS DE GR[EM]IO CHORI DOMINI - M°CCCC°XXXIIIJ° C[OM]P[LE]T[UM] AU[TEM] 1436, és a dir: «Mestre Joris van der Paele, canonge d'aquesta església, va encarregar aquesta obra al pintor Johannes van Eyck i va fundar dues capellanies en la part del cor, 1434. Acabat tanmateix el 1436.»
Aquesta data està d'acord amb altres documents històrics. De les fonts també s'infereix que l'obra estava destinada a col·locar-se als voltants del sepulcre del donant. La pintura tenia certa funció funerària. L'obra era una memòria permanent a la fundació que va establir el donant, i què pretenia exhortar a pregar per la memòria dels morts. Una pintura d'aquest estil prop d'un sepulcre a l'interior de l'església evoca un epitafi. La Mare de Déu del canonge Van der Paele té una clara funció memorial, tot i que és possible que el quadre estigués situat a la part superior de l'altar en el que es feien les misses diàries pels difunts.

### Altres inscripcions
Als costats de la pintura unes inscripcions descriuen els sants que acompanyen al donant aportant un sentit més teològic. Al costat de sant Jordi, el text gravat al marc diu: NATUS CAPADOCIA. CHRISTO MILITAVIT. MUNDI FUGIENS OCIA. CESUS TRIUMPHAVIT. HIC DRACONEM STRAVIT. («Nascut a Capadòcia, guerrer de Crist. Fugint de l'ociositat de la paraula, va triomfar sobre la mort. Va matar el drac.») Narra d'aquesta forma, doncs, la lluita terrenal de sant Jordi fins al martiri, havent conquerit el poder de Satan.
Al costat de sant Donacià la inscripció diu: SOLO PARTU NONUS FRATRUN. MERSUS VIVUS REDDITUR. + RENATUS ARCHIEPISCUPUS PRIMUS. REMIS CONSTITUITUR. QUI NUNC DEO FRUITUR. («Va ser el novè dels seus germans. Immers en aigua va sobreviure. Renascut, va ser el primer arquebisbe de Reims. Ara gaudeix de Déu.»)

## Anàlisi de l'obra i iconografia

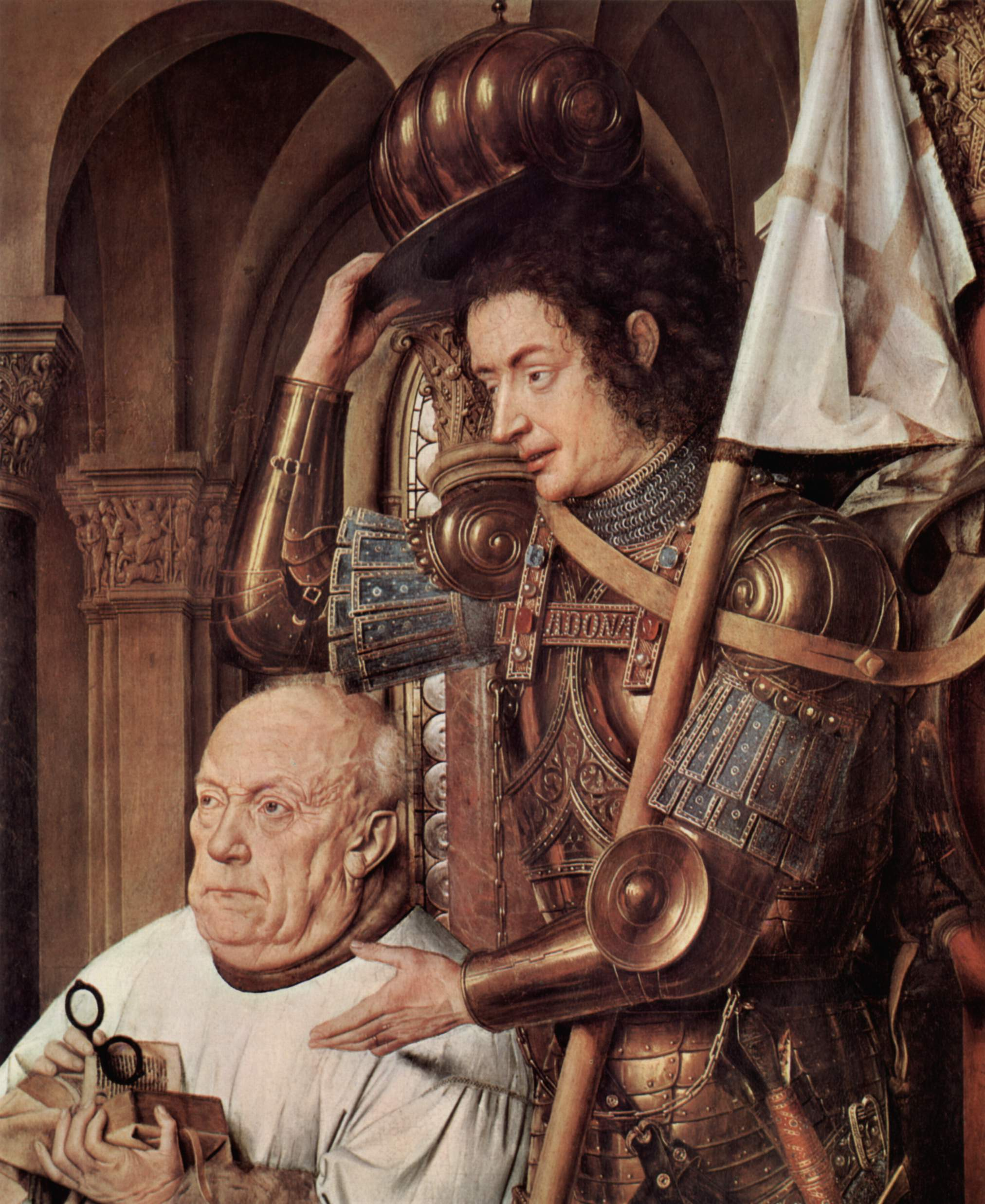
Detall: el canonge Van der Paele presentat per Sant Jordi

A diferència de La Mare de Déu del canceller Rolin, és una pintura més convencional en la qual el comitent o donant no es dirigeix directament a la Verge sense mitjancers, sinó que es mostra presentat pel seu sant patró, el del seu nom, sant Jordi.
La proporció entre el personatges i l'església els situa en un ambient una mica angoixant. Els colors de les vestimentes dels personatges: el blau de la capa de Donacià, el vermell de Maria, el blanc de Van der Paele i el daurat de sant Jordi conformen els colors de l'escut de Bruges.
Als extrems del marc s'observen els escuts d'armes de Van der Paele i la seva mare, la família Carlijns, pintats simulant que estan tallats.
El canonge adopta un gest de submissió, una imatge molt diferent a la presentada pel superb canceller Rolin. És un home molt ric i poderós que està malalt i envellit, vestint de blanc, s'agenolla a l'esquerra del tron de Maria. Té obert un llibre d'oracions i porta unes lents, signe de riquesa i d'erudició, a les seves mans. A l'altre costat hi ha l'arquebisbe Donacià de Reims, patró del capítol i de la ciutat de Bruges. Tant Donacià com Sant Jordi actuen com mitjancers entre el canonge Van der Paele i Maria.
Entre ells, i com a centre de l'escena, la Verge està asseguda en un tron amb dosser amb el Nen Jesús ocupant el lloc de l'altar dins la capella, doncs ella és l'altar amb el Nen a la seva falda. La Verge porta un mantell vermell ricament fistonat i als seus peus s'estén una catifa oriental amb estampats geomètrics, similars als del Tríptic de Dresden del mateix autor. Darrere seu hi ha un tapís decorat amb roses blanques, signe de puresa de Maria.
El text en llatí al marc del quadre relaciona Maria amb els dos sants; es tracta d'uns fragments encadenats del llibre de la saviesa de Salomó: «És més radiant que el sol i supera tota l'estelada. I, comparada amb la llum del dia, la supera fora mida. És un reflex de la llum eterna, mirall immaculat de l'acció de Déu».［Saviesa 7:26-29］ D'aquesta forma Van Eyck transmet que la llum gloriosa de Maria omple l'espai i il·lumina les altres figures. Aquest passatge bíblic era el preferit de Van Eyck que el va fer servir també a L'adoració de l'Anyell Místic, al Tríptic de Dresden i a Mare de Déu a l'església del Staatliche Museen.
Les flors vermelles en mans de Jesús i la seva mare són els clavells (Dianthus Caryophyllaceae), que es coneixien comunament com nagelbloem (flor clau), perquè s'assemblaven a les vores dentades d'un clau medieval.
Les flors blanques, segons l'historiador John Ward va assenyalar, són probablement de la família Brassicaceae' (en llatí Cruciferae). Dues referències simbòliques a la Passió i la Crucifixió, clarament identificables a les flors del ram.
El Nen Jesús porta un lloro indi, un animal que s'ha relacionat amb l'expressió Ave, a partir de la idea desenvolupada per Franciscus de Retza al seu llibre Defensorum inviolatae virginitatis Mariae, on afirmava que «si un lloro té la capacitat natural per a dir «ave», perquè una verge no podia concebre a través de la paraula Ave». Retza feia referència a la frase de presentació de l'arcàngel sant Gabriel a l'Anunciació.
Sant Donacià, com a bisbe de Reims que era, apareix amb els elements propis: mitra, capa pluvial i bàcul pastoral. Sosté una roda de carro amb espelmes, uns atributs relatius a la història del seu martiri, quan va ser llençat al riu Tíber per ofegar-lo però es va salvar amb l'aparició miraculosa d'aquesta roda, a la que es va agafar. La luxosa capa pluvial està brodada i es poden distingir imatges de sant Pere i sant Pau. A l'altra mà porta una creu processional ricament decorada amb pedreria, així com la mitra. Es pensa que aquestes joies podrien formar part d'una donació del canonge.
Als braços del tron de la Verge hi ha talles amb passatges bíblics de l'Antic Testament. Adam i Eva estan en sengles petites fornícules; són una clara contraposició entre la caiguda i la redempció. Sobre dels braços, com si foren petites talles, es veuen Caín matant Abel i Samsó matant un lleó. La primera escena prefigura la mort de Crist, Abel anuncia la mort de Jesús. La segona, representa la victòria de Jesús sobre el diable. És a dir, dues clares prefiguracions de la crucifixió i resurrecció de Crist, tot al voltant del misteri de l'Eucaristia identificat amb l'altar.
Alguns capitells de la sala tenen decoracions vegetals amb acants i cintes en les que apareixen animals i humans. D'altres contenen personatges bíblics. Darrere l'esquena del bisbe es veu parcialment una escena del càstig d'Adam i Eva. El capitell que hi ha entre sant Donacià i la Mare de Déu mostra, a l'esquerra, Abraham i Melquisedec, una combinació del guerrer de Déu i el rei sacerdot que prefigura a Crist i a l'Eucaristia, establint una relació creuada entre el bisbe a qui li correspon oficiar el sacrifici de la missa a l'altar i Maria amb el Nen, altar del sacrifici de l'església. A la dreta, es mostra el sacrifici d'Isaac, una prefiguració de Jesús a la creu. El capitell entre Maria i sant Jordi presenta la lluita d'Abraham amb els elamites i la de David i Goliat, dues escenes de lluita pròpies d'un guerrer com correspon a sant Jordi, descrit per Van Eyck com «guerrer de Crist».
Sant Jordi porta un estendard de croat i va vestit amb una armadura medieval similar a la que porta l'arcàngel sant Gabriel del tríptic de Dresden del mateix autor. Somriu mentre es treu galantment el casc comportant-se com un cavaller en un saló de recepcions reials, sense adoptar una actitud que reflecteixi un sentiment religiós. Aquest gest s'observa també a L'adoració dels reis dins de Les molt riques hores del Duc de Berry, on aquests es treuen les seves corones davant el Nen Jesús.

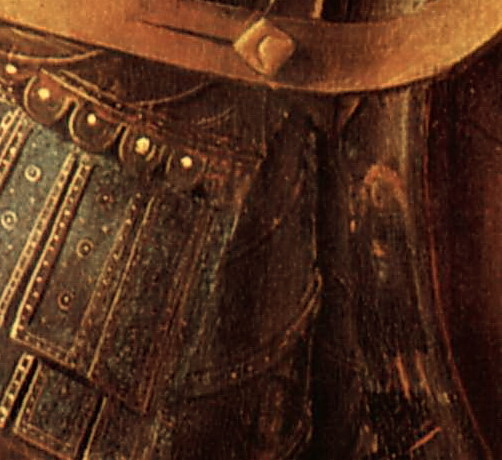
Reflex del pintor a l'escut de sant Jordi, a l'extrem dret de l'obra

La seva presència sembla intimidar al Nen; la seva mirada i el seu gest greu indiquen el destí superior al que el nadó està orientat. Al pectoral de la seva armadura es llegeix la paraula grega adonai (Senyor). La presència de sant Jordi també guardava una relació amb l'església de sant Donacià, ja que posseïa un braç del sant com a relíquia.
Per Van Eyck, el món visible era un reflex del diví, una creença que li va permetre donar forma artística amb una força excepcional. La visió mística sembla esdevenir real. L'autor va fer servir aquí la seva sorprenent tècnica al servei del simbolisme de l'obra. El mantell vermell de la Verge es reflecteix a la brillant armadura de Sant Jordi. Aquest reflex té també una al·lusió simbòlica de Maria com a «immaculat mirall de Déu» (Speculum Sine Macula Dei Maiestatis). D'igual forma que a El matrimoni Arnolfini Jan es mostra aquí com un artista molt confiat en si mateix, i si en aquella obra situava un mirall amb la seva imatge reflectida sota el text fuit (va ser aquí), en aquest mostra la seva silueta representada en un reflex a l'escut brillant que sant Jordi porta a l'esquena, una figura quasi imperceptible a l'extrem dret de l'obra. Segons el professor Rudolf Preimesberger, la identificació de la figura amb Van Eyck s'explica pel fet que la paraula neerlandesa medieval schild volia dir escut i també el panell pintat per un schilder (pintor). L'autor es presenta com un observador de la realitat reflectida a la imatge i porta a l'observador a rendir-se al poder de la seva imaginació veient la pintura també com a simple reflex de la realitat.

### La salut del comitent

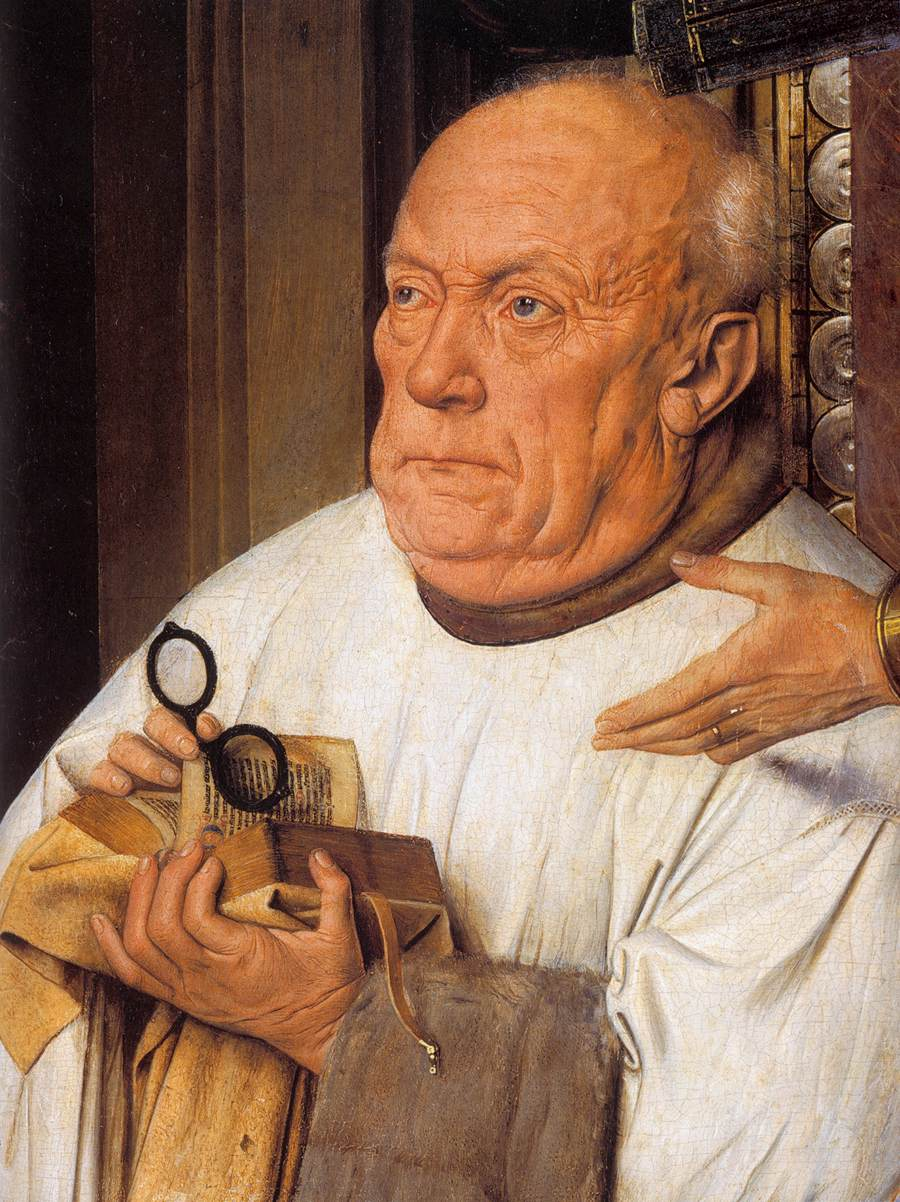
Detall de la figura de Van der Paele

El realisme amb què Van Eyck va tractar el depauperat estat de salut del comitent és sorprenent.
Amb la mà esquerra sosté un missal i amb la dreta unes ulleres. Ambdós objectes proporcionen una indicació narrativa a l'espectador que Van der Paele acaba de suspendre la seva lectura per contemplar Maria i el Nen. El canonge pren un moment per reflexionar sobre el que ha llegit, mira cap amunt, traient-se les lents que necessita per la seva visió terrenal. El que veu davant seu no és, per descomptat, merament terrenal, ni és el que es veu, en sentit estricte, sinó en la seva ment. Van Eyck va prestar atenció als ulls del canonge per tal de captar la seva qualitat distant.
No era habitual reflectir a les obres d'art unes ulleres, ja que, en general, els seus propietaris eren reticents a mostrar obertament la seva dependència d'aquesta pròtesi. Un exemple d'aquest comportament fou el del duc Francesco Sforza de Milà, qui en arribar a la vellesa es va convertir en dependent de les ulleres. En una carta escrita l'octubre de 1462 al seu ambaixador a Florència demanava 36 parells d'ulleres, afanyant-se a afirmar: «L'informem que nosaltres no els volem per al nostre ús, ja que, gràcies a Déu, no les necessitem».

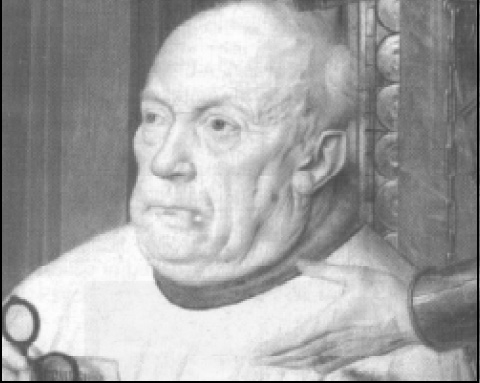
Imatge amb l'epitelioma desaparegut amb la restauració

El canonge presenta un aspecte obès, amb papada i signes de vellesa a les mans. Presenta una manifesta arteritis a l'os temporal, amb la formació de cicatrius i pèrdua de cabell a la cella i davant de l'orella esquerra. També s'observa un nevus intradèrmic al plec de la galta i un quist sebaci al lòbul de l'orella esquerra. La coloració groguenca de la pell ha estat relacionada amb trastorns de la melanina o increment dels carotens. A la unió del nas amb la galta s'aprecia un queratoma de contorn irregular. A les àrees temporal i subauricular hi ha lesions pigmentades d'aspecte marró i de bords irregulars que podrien correspondre a lentigens solars, causats per hiperplàsia dels melanòcits. La pintura també recollia un carcinoma al llavi inferior i un queratoma sota l'ull esquerre. Varen desaparèixer després de la restauració feta per Jef Vanderveken el 1933.